# Cattivissimi amici
Cattivissimi amici (Impractical Jokers) è un programma televisivo statunitense di genere candid camera, in onda dal 2011 al 2024 su truTV e dal 2024 su TBS, prodotto da NorthSouth Productions.
I protagonisti sono James "Murr" Murray, Brian "Q" Quinn, Salvatore "Sal" Vulcano e, dalla prima alla nona stagione, Joseph "Joe" Gatto, tutti componenti del gruppo comico Tenderloins, i quali si affrontano in una serie di prove esilaranti. Lo schema ricalca quello della candid camera, ma in questo caso l’aspetto demenziale assume molta rilevanza per esaltarne il lato comico.
Le prove possono essere: tutti contro tutti, a squadre (2 vs 2), o ancora 1 vs 1. Al termine della puntata chi ha meno punti deve sottoporsi ad una penitenza, che consiste in uno scherzo extra della cui natura l'interessato è del tutto ignaro.

## Episodi
| Stagione | Episodi | Episodi | Prima TV USA        | Prima TV USA      |
| Stagione | Episodi | Episodi | Inizio prima TV USA | Fine prima TV USA |
| -------- | ------- | ------- | ------------------- | ----------------- |
| 1        | 16      | 16      | 15 dicembre 2011    | 3 maggio 2012     |
| 2        | 28      | 28      | 6 settembre 2012    | 12 dicembre 2013  |
| 3        | 30      | 30      | 2 gennaio 2014      | 30 ottobre 2014   |
| 4        | 26      | 26      | 29 gennaio 2015     | 22 ottobre 2015   |
| 5        | 26      | 26      | 11 febbraio 2016    | 3 novembre 2016   |
| 6        | 26      | 26      | 9 febbraio 2017     | 2 novembre 2017   |
| 7        | 26      | 26      | 1º febbraio 2018    | 6 dicembre 2018   |
| 8        | 26      | 26      | 28 marzo 2019       | 5 marzo 2020      |
| 9        | 26      | 26      | 4 febbraio 2021     | 4 agosto 2022     |
| 10       | 19      | 19      | 9 febbraio 2023     | 18 luglio 2024    |
| 11       | 21      | 21      | 25 luglio 2024      | 20 marzo 2025     |
| 12       |         |         | 25 luglio 2024      | -                 |
| Speciali | 40      | 40      | 2 febbraio 2012     | 11 agosto 2022    |

### Conteggio punizioni
Aggiornate alla dodicesima stagione, episodio 5
| Stagione (episodi) | Q  | Murr | Sal | Joe   |
| ------------------ | -- | ---- | --- | ----- |
| 1 (16)             | 4  | 5    | 5   | 5     |
| 2 (28)             | 7  | 8    | 10  | 6     |
| 3 (31)             | 7  | 9    | 10  | 6     |
| 4 (26)             | 5  | 9    | 8   | 6     |
| 5 (26)             | 7  | 8    | 10  | 7     |
| 6 (26)             | 8  | 9    | 9   | 4     |
| 7 (26)             | 7  | 7    | 9   | 5     |
| 8 (26)             | 6  | 9    | 7   | 5     |
| 9 (26)             | 5  | 9    | 9   | 4     |
| 10 (19)            | 5  | 5    | 8   | [ 2 ] |
| 11 (21)            | 4  | 8    | 7   | [ 2 ] |
| 12 (5)             | 2  | 1    | 2   | [ 2 ] |
| Totale (276)       | 67 | 87   | 94  | 48    |

### Ospiti
| Stagione 2                                                                                 | Stagione 3                                                             | Stagione 4 | Stagione 5 | Stagione 6 | Stagione 7 | Stagione 8 | Stagione 9 | Stagione 10 | Stagione 11 | Stagione 12   |
| ------------------------------------------------------------------------------------------ | ---------------------------------------------------------------------- | --- | --- | --- | --- | --- | --- | --- | --- | ------------- |
| - Daniel Ribacoff - Rosie O'Donnell - Dan Reynolds - Wayne Sermon - Casey Jost - Rob Emmer | - Casey Jost - Joey Fatone - Tommy Dreamer - Rob Emmer - Iain Armitage | - Soren Thompson - Danica McKellar - Byamba - Grant Marshall - Colin White - Howie Mandel - Johnny Launonen - Rob Emmer | - Joey Fatone - Casey Jost - Johnny Launonen - Rob Emmer - Dr. Frank Contacessa - Alex Brightman - James Buckley - Travis Pastrana - Kay Adams | - Joey Fatone - Tommy Dreamer - Danica McKellar - Casey Jost - Rob Emmer - Gary Busey - Bryan Johnson - Bully Ray - Velvet Sky - Jesse Bravo - Matthew Lewis - Noah Syndergaard - Kayla Harrison | - Australia's Thunder from Down Under - Joey Fatone - Soren Thompson - Gary Busey - Kayla Harrison - Casey Jost - Dr. Frank Contacessa - Big Jay Oakerson - Doug McDermott - Enes Kanter - Buddy Valastro - Bryan Johnson - Rob Emmer - Simmy Kustanowitz - Danica McKellar - Mike Spano - Byamba - Guy Fieri (via satellite) - Carlos Pena - Mark DeRosa - Randy Couture - Shawn Klush - Tino Martinez - David Zucker (via satellite) | - Tristin Mays - Yanni - Casey Jost - Rob Emmer - Jay and Silent Bob - Steel Panther - Jeff Daniels - Dave Jacobs | - Jameela Jamil - Eric André - Jillian Bell - Chris Henchy - Brooke Shields - Colin Jost - Rob Riggle - Chris Jericho - Adam Pally - Jon Gabrus - David Cross - Method Man | - Bret Michaels - Paul Rudd - Post Malone - Steve Byrne - Anthony Davis - John Mayer - MJF - Kesha - Eddie Jackson - Roy Wood Jr. - Paul Scheer - Kal Penn - Rosanna Scotto - Bruce Campbell - Blake Anderson - Bobby Moynihan - Kim Fields - Paula Abdul - Eric André - ALF - Michael Ian Black - Harvey Guillén - Joey Fatone - Matt Long (via satellite) | - Adam Ray - John Silver - Joe DeRosa - Terry Matalas - Brooke Shields - Jax - Richard Kind - Colin Jost - Paul Scheer (in video) - Jenna Wolfe - Jess King - Ally Love | - Joey Fatone |

## Film
Il 7 marzo 2018, truTV annuncia il rinnovo di Impractical Jokers per l'ottava stagione e che le riprese di un film con i quattro conduttori, diretto da Chris Henchy e prodotto da Funny or Die, sarebbe iniziato nella primavera 2018.
La produzione iniziò nell'aprile 2018. Il primo trailer venne distribuito il 17 dicembre 2019 ed il film - nei cinema - a partire dal 21 febbraio 2020.
La versione digitale viene rilasciata in streaming a partire dal 1º aprile 2020, a seguito della chiusura dei cinema dovuta al Coronavirus.